# Libro dei Tang
Il Libro dei Tang (cinese tradizionale: 唐書; cinese semplificato: 唐书; pinyin: Tángshū; Wade-Giles: T'angshu) o  Vecchio libro dei Tang (舊唐書/旧唐书) è la prima opera classica sulla Dinastia Tang. Il libro incominciò quando Gaozu dei Jin posteriori ordinò il suo inizio nel 941. Il suo principale estensore, Liu Xu (劉昫), il capo dei ministri e direttore della storia nazionale, lo redasse durante gli ultimi anni della sua vita, e lo presentò all'imperatore Chudi nel 945.
È una compilazione di annali anteriori, ora andati perduti; esso inoltre incorpora altre monografie e biografie, usando come fonti, ad esempio, il Tongdian di Du You.
Dopo che quest'ultima fu modificata durante la Dinastia Song nel Nuovo libro dei Tang, l'opera di Liu Xu continuò ad essere preservata come Vecchio libro dei Tang. È stata inserita nel canone delle Ventiquattro Storie.